# Willy Vandenwijngaerden
Willy Vandenwijngaerden (2 oktober 1945) is een voormalige Belgische atleet, die was gespecialiseerd in de 400 m. Hij nam tweemaal deel aan de Europese kampioenschappen en veroverde op twee onderdelen zeven Belgische titels.

## Biografie
Vandenwijngaerden veroverde in 1963 de Belgische titel bij de scholieren op de 400 m. De twee volgende jaren zou hij ook de titels bij de junioren behalen. In 1965 werd hij voor het eerst Belgisch kampioen alle categorieën. Tot 1971 zou hij in totaal vijf titels veroveren op de 400 m. In 1969 verbeterde hij het Belgisch record van Jacques Pennewaert naar 46,7 en later dat jaar naar 46,6.
Vandenwijngaerden nam tweemaal deel aan de Europese kampioenschappen. In 1969 kwam hij op de individuele 400 m niet verder dan de reeksen. Op de 4 x 400 m estafette behaalde hij een achtste plaats in de finale. Twee jaar later nam hij enkel deel aan de estafette.
In 1974 en 1975 veroverde hij de Belgische titels op de 400 m horden.

### Clubs
Vandenwijngaerden was aangesloten bij DC Leuven.

## Belgische kampioenschappen
| onderdeel    | jaar                         |
| ------------ | ---------------------------- |
| 400 m        | 1965, 1966, 1967, 1969, 1971 |
| 400 m horden | 1974, 1975                   |

## Persoonlijke records
| Onderdeel    | Prestatie | Datum            | Plaats  |
| ------------ | --------- | ---------------- | ------- |
| 400 m        | 46,6 s    | 8 juni 1969      | Luik    |
| 800 m        | 1.48,0    | 24 juni 1970     | Koblenz |
| 400 m horden | 52,4 s    | 4 augustus 1974  | Brussel |
| 400 m horden | 53,50 s   | 10 augustus 1975 | Brussel |

## Palmares

### 400 m
- 1965:  BK AC - 47,8 s
- 1966:  BK AC – 48,4 s
- 1967:  BK AC – 48,0 s
- 1969:  BK AC - 47,9 s
- 1969: 5e in reeks EK in Athene – 47,5 s
- 1971:  BK AC – 47,2 s
- 1972: 3e in ½ fin. EK indoor in Grenoble – 48,77 s

### 400 m horden
- 1974:  BK AC - 54,4 s
- 1975:  BK AC - 53,50 s

### 4 x 400 m
- 1969: 8e EK in Athene – 3.10,8
- 1971: 5e in reeks EK in Helsinki – 3.07,8

### 4 + 3 + 2 + 1 ronde
- 1966:  EK indoor in Dortmund – 3.27,2